# Harry Kuitert
Harminus Martinus (Harry) Kuitert (Drachten, 11 november 1924 – Amstelveen, 8 september 2017) was een gereformeerd Nederlands theoloog en ethicus.

## Biografie
Kuitert werd geboren in Drachten en verhuisde in 1934 naar Den Haag. Daar rondde hij in 1943 het gymnasium af. In 1945 ging Kuitert theologie studeren aan de Vrije Universiteit Amsterdam tot hij op 17 september 1950 werd bevestigd als predikant te Scharendijke (Schouwen-Duiveland). Hij maakte er de Watersnood van 1953 mee en kende als 25-jarige predikant een moeilijke start door zijn zwakke stem, maar ook omdat hij op doordeweekse dagen in een ribfluwelen broek en met alpinopetje door het dorp liep en een lichtzinnig instrument als de piano in de kamer had staan in plaats van gewoon een harmonium. In 1955 werd hij studentenpredikant in Amsterdam.
In 1962 promoveerde hij bij dogmaticus Gerrit Cornelis Berkouwer op het proefschrift De mensvormigheid Gods', een titel waarmee hij vooruitgreep op het thema dat hem in zijn theologische ontwikkeling tot het einde toe zou blijven bezighouden.
Vanaf 1961 zou hij deel uitmaken van de Groep van Achttien, die hereniging van hervormden en gereformeerden nastreefde en de voorbereiding vormde van het Samen op Weg-proces. In 1967 werd hij hoogleraar 'Ethiek en Inleiding in de dogmatiek' aan de Vrije Universiteit en bleef dat tot 1989.
Kuitert overleed op 92-jarige leeftijd in Amstelveen.

## Kuiterts gedachtegoed
Zoals autonomie en de menselijke maat de leidraad werden in zijn ethiek, waren drie onderling samenhangende uitgangspunten dat in zijn theologie. Daar was allereerst zijn stelling dat het geloof een ‘antropologisch vloertje’ heeft. Geloven is mensenwerk, met alle beperkingen en vergissingen die het spreken erover en de overlevering daarvan aankleven.
Daarom – en dat is twee – is geloven níet het voor waar aannemen van aan- en overgeleverde leerstelligheden, maar behelst het de opdracht om geloofsuitspraken als ‘zoekontwerp’ te zien en zelf te speuren naar wat geloofwaardig is en wat niet (meer).
Het derde uitgangspunt ligt in het verlengde daarvan en werd Kuiterts bekendste oneliner: ‘Alle spreken over Boven komt van beneden, ook het spreken dat beweert van Boven te komen.’ Het leidde hem uiteindelijk tot de slotsom dat het geloof, inclusief het geloof in een god, 'van verbeelding' is, gecreëerd door de mens die aldus zin probeert te geven aan een chaotisch en ten diepste zinloos bestaan. Toch heeft geloof volgens Kuitert zeker wel inhoud, al is dat de inhoud die mensen eraan geven, geloof is menselijke verbeelding. Geloof moet echter wel getoetst worden, het gaat uiteindelijk om betrouwbare kennis, al geeft hij ook aan dat definitieve toetsing niet mogelijk is. In de narratieve theologie, een verzamelnaam voor de toegenomen interesse in verhalen binnen de theologie in de afgelopen vijftig jaar, is Kuitert pionier  (1974), gevolgd door theologen zoals George W. Stroup (1984) en Ruard Ganzevoort (1998). De consequentie van zijn denken was dat de theologie, in dit geval de dogmatiek, geen aanspraak kan maken op een wetenschappelijke status: "Zij vormt alles behalve kennis". Dit was de titel van het in 2011 verschenen boek Alles behalve kennis.

## Publicaties (een selectie)
- De mensvormigheid Gods. Een dogmatisch-hermeneutische studie over de anthropomorphismen van de Heilige Schrift - Kampen 1962 (proefschrift), 2e druk 1967
- De spelers en het spel - Amsterdam 1964
- De realiteit van het geloof. Over de anti-metafysische tendens in de huidige theologische ontwikkeling - Kampen 1966
- Verstaat gij wat gij leest? Over de uitleg van de bijbel - Kampen 1968
- Anders gezegd. Een verzameling theologische opstellen voor de welwillende lezer - Kampen 1974
- Zonder geloof vaart niemand wel - Baarn 1974
- Wat heet geloven? - Baarn 1977
- Een gewenste dood. Euthanasie als moreel en godsdienstig probleem - Baarn 1981
- Suïcide: wat is er tegen? Zelfdoding in moreel perspectief - Baarn 1983
- Alles is politiek maar politiek is niet alles - een theologisch perspectief op geloof en politiek. - Ten Have, Baarn 1985 (ISBN 9025942911)
- Filosofie van de theologie - Leiden 1988
- Mag alles wat kan? Ethiek en medisch handelen - Baarn 1989
- Het algemeen betwijfeld christelijk geloof - Baarn 1992
- Jezus, nalatenschap van het christendom - Baarn 1998
- Jezus: bij hoog en bij laag - De christologie van Van de Beek en Kuitert - Kok, Kampen, 1999 (ISBN 9043500976) (samen met A. van de Beek en anderen)
- Over religie. Aan de liefhebbers onder haar beoefenaars - Baarn 2000
- Voor een tijd een plaats van God: een karakteristiek van de mens - Baarn 2002
- Schiften: wat er in de christelijke geloofswereld toe doet en wat niet - Baarn 2004
- Hetzelfde anders zien. Het christelijk geloof als verbeelding. - Kampen/Baarn 2005
- De dood de baas. Gedichten belicht voor je begrafenis. - Kampen/Baarn 2007
- Dat moet ik van mijn geloof - Godsdienst als troublemaker in het publieke domein. - Ten Have, Kampen 2008 (ISBN 9789025959418)
- Alles behalve kennis, 2011
- Kerk als constructiefout. De overlevering overleeft het wel. Ten Have, Kampen 2014

## Citaten
- "Alle spreken over Boven komt van beneden, ook de uitspraak dat iets van Boven komt."
- "Elke godsdienst is een erfenis uit de tijd van de religieuze mythe. Ben je eenmaal zover dat je de christelijke religie ziet als een product van verbeelding, dan kun je er veel gemakkelijker mee spelen. Het slechtste is als we er waarheid van maken."